# Adélina Lévêque

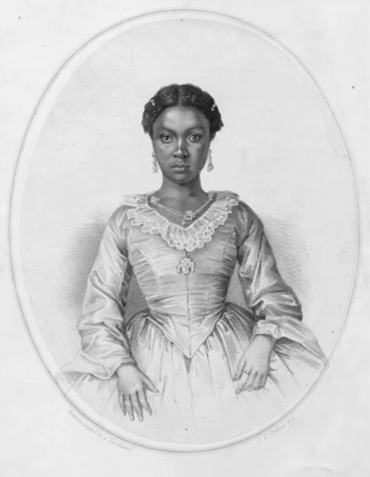
Adélina Lévêque als junge Frau

Élisabeth Adélina Dérival Soulouque geb. Lévêque (* 26. Juli 1820 in Manegue bei Arcahaie; † 12. Oktober 1878 in Port-au-Prince) war als Ehefrau von Faustin I. von 1849 bis 1859 Kaiserin von Haiti.

## Biographie
Elisabeth Anne Justine Lévêque wurde 1820 als Tochter von Pierre Michel Lévêque und Anne Augustin in Manegue bei Arcahaie an der Westküste Haitis geboren. Sie war viele Jahre mit dem 38 Jahre älteren Faustin Souloque liiert. Dieser war 1782 als Sklave zur Welt gekommen und machte nach Aufhebung der Sklaverei im Militär eine steile Karriere. 1846 wurde er Kommandant von Port-au-Prince, am 1. März 1847 nach dem Tod Jean-Baptiste Richés wurde er zum Präsidenten der Republik gewählt. Am 31. Dezember 1847 heirateten Adélina Lévêque und er.

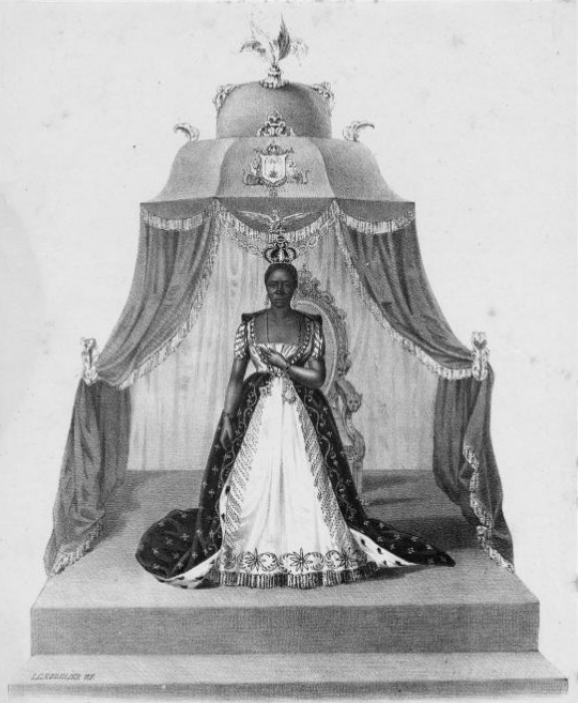
Adélina Lévêque im kaiserlichen Ornat (1859)

Nach Auseinandersetzungen mit der „mulattischen“ Oberschicht erklärte sich Faustin Souloque am 26. August 1849 als Faustin I. zum Kaiser von Haiti und seine Ehefrau zur Kaiserin. Sie wurde gemeinsam mit ihm am 18. April 1852 in Port-au-Prince in einer teuren und aufwendigen Zeremonie gekrönt, die sich die Krönung Napoleon Bonapartes 1804 zum Vorbild nahm.
Als Kaiserin umgab sich Adélina mit einem eigenen Hofstaat, der sich aus einem Großadministrator, zwei Ehrendamen, zwei Schützinnen, 56 Palastdamen, 22 Kapellendamen, Kämmerern und Pagen zusammensetzte, die alle Mitglieder des neu ernannten Adels Faustins waren und die Titel Herzogin, Gräfin, Baronin oder Marquise trugen. Einmal in der Woche nahm sie Repräsentationsaufgaben wahr, wie zum Beispiel Staatsempfänge oder Audienzen.
1858 kam es zur Revolution, die von General Fabre Geffrard, Duc de Tabara, angeführt wurde. Ende des Jahres besiegte Geffrard die kaiserliche Armee und übernahm die Kontrolle über den größten Teil des Landes. Infolgedessen verzichtete der Kaiser am 15. Januar 1859 auf seinen Thron. Die französische Gesandtschaft verweigerte Faustin die Hilfe und er wurde mit Adélina am 22. Januar 1859 an Bord eines britischen Kriegsschiffes ins Exil nach Kingston, Jamaika gebracht, wo sie mehrere Jahre lang blieben.
Beide erhielten schließlich die Erlaubnis, nach Haïti zurückkehren, Faustin starb aber am 6. August 1867 in Petit-Goâve und wurde in Fort Soulouque begraben. Adélina selbst erhielt den Schutz der Regierungen von Sylvain Salnave und Nissage Saget und starb 1878 in Port-au-Prince.

## Nachkommen
- Olive Soulouque (bekannt als „Madame Première“) (29. November 1842–23. Juli 1883) wurde legitimiert durch die Heirat ihrer Eltern 1849 Prinzessin Geneviève Olive. Sie heiratete ihren Cousin Mainville-Joseph Soulouque.
- Célestine Marie Françoise Soulouque (1848–nach dem 27. Januar 1912), genannt Célita, wurde 1849 ebenfalls geadelt. Sie heiratete den Generalleutnant Pierre Joseph Amitié Theodore Graf Vil de Lubin.